# Jan Potulicki
Jan Potulicki herbu Grzymała urodzony w Więcborku (ok. 1596–1626/1628?) – właściciel dóbr złotowskich obejmujące całokształt majątków więcborskich, syn Stanisława i Zofii Zbąskiej herbu Nałęcz. 
27 maja 1619 wydał akt erekcyjny parafii złotowskiej (była to jednak erekcja wtórna, gdyż parafia istniała już wcześniej) oraz najprawdopodobniej fundator wzniesionego w tym samym czasie kościoła św. Anny, który przetrwał do 1657 roku, gdy zniszczyli go Szwedzi w czasie potopu szwedzkiego. 